# Monasterio de Santa María (Monfero)
El monasterio de Santa María está situado en la parroquia de San Fiz de Monfero en el municipio de Monfero, en la provincia de La Coruña, España. Se sitúa en un pequeño valle donde nace el río Lambruxo. Limita al norte con el río Eume, de tal manera que parte de su territorio se encuentra dentro del parque natural de las Fragas del Eume. Se puede acceder a él desde Puentedeume, del que dista unos 21 km, bien sea dirección Campolongo-Doroña o bien dirección Nogueirosa-Taboada. También se puede llegar desde Betanzos pasando por Irijoa. Existe, asimismo, una ruta de senderismo que une el monasterio con el embalse del Eume.

## Historia

### Orígenes y Edad Media

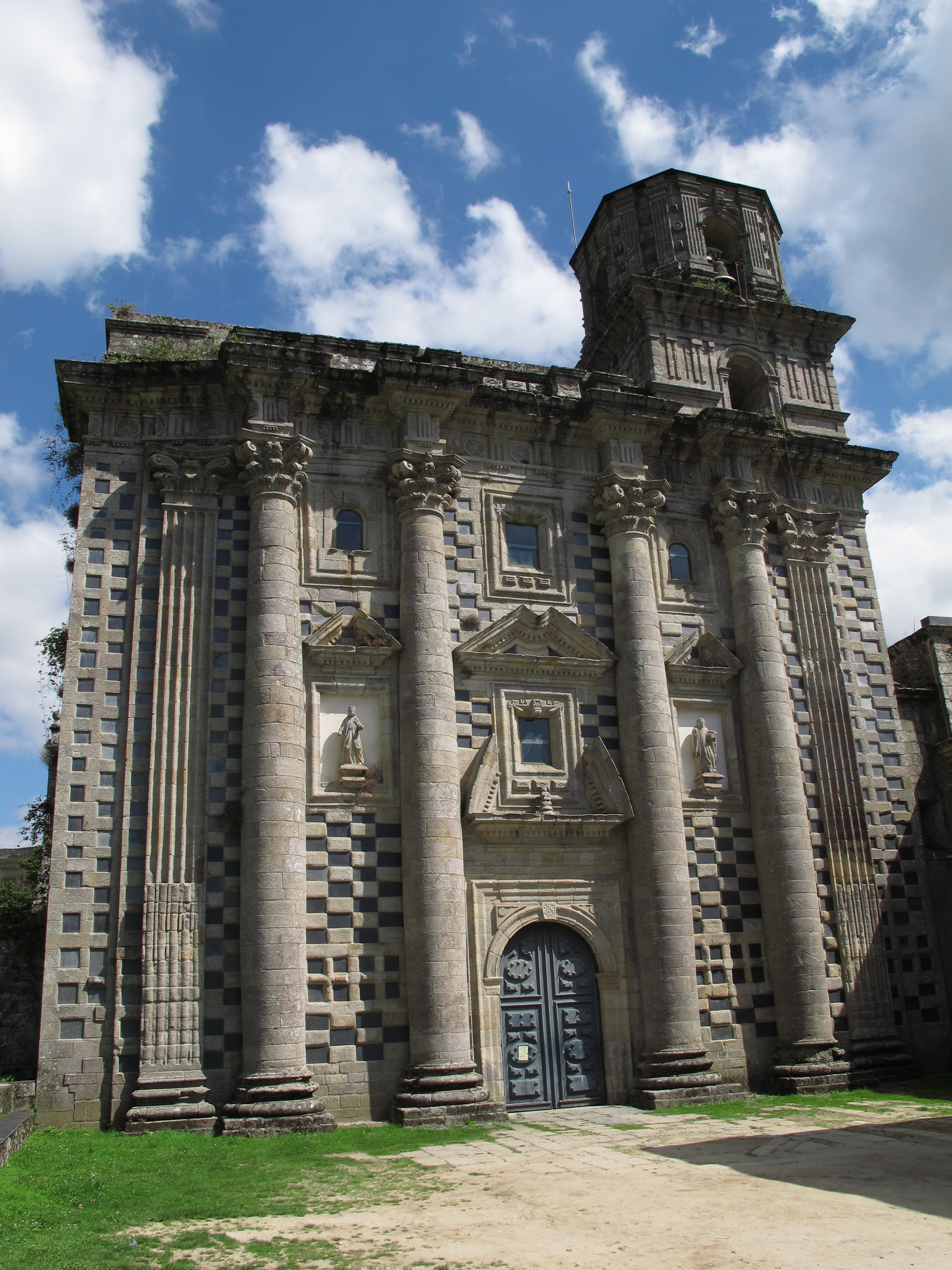
Fachada

El monasterio fue fundado en el año 1134 por los nobles Alfonso Bermúdez y su sobrino Pedro Osorio. Inicialmente estuvo encomendado a los benedictinos de Santa María de Valverde (Zamora) hasta el año 1147, en el que se convertiría a la Orden del Cister de manos de la Abadía de Sobrado (La Coruña). Se levantó entre dos capillas de gran devoción popular en la zona: la de San Marcos y la de Virgen de la Cela. En los siglos siguientes consolida su jurisdicción, los monarcas confirman sus privilegios y se enriquece con donaciones particulares.
A partir del siglo XIII comienza el crecimiento de la abadía, gracias a los hermanos legos que cultivan las granjas del entorno monástico. Se suman también las rentas de los bienes que fueron adquiriendo y engrandeciendo su patrimonio. Con el tiempo esta expansión extramuros dio origen al enfrentamiento con los señores feudales por el dominio de sus tierras. Destacan las pugnas con los Aras Pardo y los Andrade, siendo necesaria, en el siglo XIV, la intervención del poder real. Este dirimió a favor de la soberanía de los monjes.

### La Edad Moderna
Con el crecimiento económico llegó a su esplendor en los siglos XVI y XVII, lo que permitió a los sucesivos abades acometer importantes obras en las dependencias monásticas y en la iglesia. Las viejas instalaciones desaparecen y son sustituidas por otras más acordes con los nuevos tiempos y con el crecimiento de la comunidad. En este sentido afirma en 1668 fray Bernardo de Armuño que: "todos los edificios se han hecho de nuevo de ochenta años a esta parte". Se comenzó por el claustro regular, refectorio, portería y claustro de la hospedería. Al año siguiente de terminar este, se arremete la reedificación de la iglesia. Con ella se renueva el estilo arquitectónico, pasando del Renacimiento al Barroco. Tras una pausa en la que se realizan los retablos de la Virgen de Cela y el mayor, se retoman las obras construyendo el claustro oriental y las dependencias menores. Desde comienzos del siglo XVIII y hasta entrado el XIX se habían endurecieron las protestas de los lugareños, que terminaron por negarse a abonar las rentas al monasterio. El curso de los acontecimientos, invasión francesa y los vaivenes de la política española del primer tercio del XIX, perjudicaron seriamente al monasterio.

### Ruina y abandono
El final de Monfero como abadía cisterciense llega en el año 1820. Proclamada la Constitución, fue anulada por Fernando VII a su regreso de Francia. Con el Decreto de Extinción de Monacales son exclaustrados, así, todos los monjes del Reino. Un Decreto de la Regencia del Reino del año 1823 dio a alguno de ellos la posibilidad de regresar; pero hallaron un monasterio inhabitable, desmantelado por la rapiña de los paisanos. En agosto de 1835 se produjo la definitiva exclaustración. En 1854 el arzobispo de Santiago, Miguel García Cuesta, en conocimiento de los robos y del penoso estado del monasterio, distribuyó a algunas parroquias, en calidad de reintegro, los retablos de la iglesia. En 1880 fracasa, a instancias del cardenal-arzobispo Miguel Payá y Rico, el intento de establecer una misión. De la misma manera fracasan los desvelos de Rodrigo Pardo por restablecer la vida monástica. Bajo su impulso, en 1882, se instala una comunidad cisterciense dirigida por un antiguo monje de la Congregación de Castilla llamado Manuel Antonio Díez. Las dificultades para detener el estado de ruina de las instalaciones y una epidemia de viruela dan al traste con esta experiencia efímera. Otros intentos, como el de establecer una trapa, ni siquiera llegan a materializarse.

### Últimas décadas
El monasterio fue declarado, por decreto republicano de 1931, Monumento Histórico-artístico; y es mencionado en 1971 en la declaración de Conjunto Histórico de la Comarca Eumesa. Entre 1951 y 1953 fracasa un intento de trasladar la fachada a la nueva iglesia de San Pedro de Mezonzo de La Coruña. Desde la década de los sesenta del siglo XX se suceden distintas campañas de restauración. Destaca la llevada a cabo bajo la supervisión del arquitecto Pons Sorolla, que consolida las bóvedas, restaura la fachada, realiza la escalera de acceso al coro y la cubrición de la torre de la fachada. En el año 2003 el monasterio fue cedido por el arzobispado a la Junta de Galicia por cincuenta años, prorrogables. En 2004 se convoca un concurso de ideas para la rehabilitación integral del monasterio, con el objeto de convertirlo en hotel-spa de cuatro estrellas. Sin embargo la crisis económica ha paralizado desde entonces los trabajos de rehabilitación.

## Elementos principales

Actual escudo de Monfero, con una representación de la fachada de la iglesia del monasterio

La fachada de la iglesia tiene líneas barrocas, con un ajedrezado de pizarras incrustadas en el granito, así como su única torre ya que la otra fue destruida por un rayo; es el escudo de Monfero.
Conserva un muro románico, del siglo XII. Se trata de parte del muro meridional de la iglesia primitiva; sobre él cargan las bóvedas del tramo septentrional del claustro reglar.
La iglesia posee planta de cruz latina, nave principal de 65 metros y un crucero que da lugar a una gran cúpula octogonal. En su interior destacan las tumbas de los Andrade, dueños y señores de estas tierras en estos siglos, tanto Nuño (O Mao), como Pedro, Diego y Fernán (O Bo). La Chirola, finalizada en 1716, es cuadrada con techo en bóveda de cañón y con casetones ornamentados; su disposición y motivos le dan un cariz jeroglífico que juega con la imaginación.
La Portería, a la derecha de la fachada de la iglesia, lleva al claustro de la Hospedería (u occidental); fue comenzado por Juan de Herrera en 1574 y terminado hacia 1619. El primitivo era renacentista; hoy solo quedan cuatro columnas. Anexa está la cocina, del siglo XVIII.
Adosado a la iglesia está el claustro Reglar (o central), el mejor conservado.  El primer piso está inspirado en el claustro de la Catedral de Santiago, el segundo es plenamente renacentista. En el centro se encuentra una fuente. Del lado sur, adosado a la cocina está el Refectorio, una sala alargada cubierta de bóveda de cañón, parcialmente conservada y decorada con grandes casetones (1611). Del lado poniente se abre la Sala Capitular, del siglo XVII, que comunica con la iglesia por una antesala.
Los restos del claustro Oriental, que era el más extenso, se encuentran abandonados e invadidos por la vegetación.
En la actualidad y cada primer domingo de julio, se sigue celebrando una romería en honor a la Virgen, en el entorno del Monasterio.